# Brachichila rugulipennis
Brachichila rugulipennis – gatunek chrząszcza z rodziny biegaczowatych i podrodziny Lebiinae.

## Taksonomia
Gatunek ten opisany został w 1892 roku przez Hanry'ego Waltera Batesa.

## Opis
Niewielki chrząszcz o długości ciała od 6 do 7 mm. Spośród innych przedstawicieli rodzaju Brachichila posiadających po 4 kropki na pokrywach wyróżnia się posiadaniem 3 uszczecinionych punktów na trzecim międzyrzędzie pokryw.

## Występowanie
Gatunek ten jest endemitem Mjanmy (Birmy).